# 埃姆斯代滕
埃姆斯代滕（德語：Emsdetten，發音：[ɛmsˈdɛtn̩] ⓘ）是德国北莱茵-威斯特法伦州明斯特行政区施泰因富特县的城市，位于埃姆斯河流域，面积72.06平方千米，2023年12月31日人口为36,556人。